# Protium ovatum
Protium ovatum är en tvåhjärtbladig växtart som beskrevs av Adolf Engler. Protium ovatum ingår i släktet Protium och familjen Burseraceae. Inga underarter finns listade i Catalogue of Life.